# Ridge Racer Revolution
Ridge Racer Revolution (リッジレーサー レボリューション?, Rijji Rēsā Reboryūshon) è un simulatore di guida sviluppato dalla Namco per PlayStation nel 1995. È il sequel di Ridge Racer.

## Modalità di gioco
Lo scopo del gioco è di competere contro altre 11 autovetture su varie varianti di difficoltà crescente di un autodromo. Una volta completate le prime tre varianti ne saranno disponibili altre tre (che non sono altro che la versione invertita di quelle già disponibili). Una volta completate tutte le varianti si sbloccherà la scene selection che permetterà di decidere l'ora del giorno in cui gareggiare.
Oltre alle modalità Gara e Free Run è disponibile anche la modalità Time Attack in cui si sfideranno altre due auto. Una di esse sarà un veicolo speciale che, se battuto, sarà disponibile per essere utilizzato dal giocatore.
Oltre alle quattro vetture principali e alle tre speciali saranno disponibili altre otto vetture se verrà completato il minigioco iniziale tratto da Galaga '88.
È possibile giocare in modalità multigiocatore collegando due PlayStation con il PlayStation Link Cable.

## Innovazioni
Rispetto al precedente episodio Ridge Racer Revolution offre una grafica sensibilmente migliorata con un maggior numero di poligoni sullo schermo, un clipping sensibilmente diminuito e una maggiore fluidità di scorrimento.
La modalità di guida non ha invece subito variazioni rimanendo improntata su di uno stile di guida poco realistico basato su numerose derapate controllate.

## Autovetture
- #3: F/A Racing
- #4: RT Ryukyu
- #2: RT Yellow Solvalou
- #12: RT Blue Solvalou
- #15: RT Pink Mappy (sbloccabile vincendo il minigioco Galaga '88)
- #5: RT Blue Mappy (sbloccabile vincendo il minigioco Galaga '88)
- #16: Galaga RT Prid's (sbloccabile vincendo il minigioco Galaga '88)
- #6: Galaga RT Carrot (sbloccabile vincendo il minigioco Galaga '88)
- #18: RT Bosconian (sbloccabile vincendo il minigioco Galaga '88)
- #8: RT Nebulasray (sbloccabile vincendo il minigioco Galaga '88)
- #7: RT Xevious Red (sbloccabile vincendo il minigioco Galaga '88)
- #17: RT Xevious Green (sbloccabile vincendo il minigioco Galaga '88)
- #13: 13th Racing (a.k.a. Devil car) (sbloccabile battendola sulla variante Novice nella modalità Time Attack.)
- #?: 13th Racing Kid (a.k.a. Devil Kid car) (sbloccabile battendola sulla variante Normal nella modalità Time Attack.)
- #0: White Angel (sbloccabile battendola sulla variante Expert nella modalità Time Attack.)

## Canzoni
- 0. Random Play
- 1. Drive U 2 Dancing
- 2. Grip
- 3. Over the Highway
- 4. ...Dat Dan Day...A
- 5. Lords of Techno
- 6. Maximum Zone
- 7. Rare Hero 2
- 8. Feeling Over Remix
- 9. Rotterdam Nation 94
- 10. Speedster Overheat
- 11. Rhythm Shift Remix